# Pejo Jaworow
Pejo Jaworow, właśc. Pejo Totew Kraczołow (bułg. Пейо Яворов, Пейо Тотев Крачолов; ur. 1 stycznia?/13 stycznia 1878 w Czirpanie, zm. 16 października?/29 października 1914 w Sofii) – bułgarski poeta, dramatopisarz, działacz społeczny i rewolucyjny, twórca bułgarskiego symbolizmu.
Debiutował wierszami o tematyce społeczno-politycznej, ale już w pierwszym tomiku Stichotworenija (1901) zaakcentował wagę postaw indywidualistycznych. Był członkiem grupy literackiej modernistów skupionej wokół czasopisma „Misył”. W 1903 roku wziął udział w operacjach wojskowych Wewnętrznej Macedońskiej Organizacji Rewolucyjnej i przygotowaniach do powstania ilindeńskiego. W tym samym roku wydał następny zbiorek Hajduszki pesni, który był neoromantycznym odwołaniem do rodzimej tradycji ludowej. Po upadku powstania przebywał za granicą, głównie w Szwajcarii i Francji. Wspomnienia z działalności w macedońskim ruchu wyzwoleńczym zawarł w biografii Goce Dełczewa (1904) i w tomie prozy poetyckiej Hajduszki kopnenija (1909). Późniejsza twórczość (Bezsynici 1907, Podir senkite na obłacite 1910) obejmuje impresjonistyczne liryki osobiste wyrażające nastroje dekadenckie, noszące wiele cech symbolicznych (tragizm istnienia, samotność, maksymalizm uczuciowy). Jaworow pisał także dramaty modernistyczne – W polite na Witosza (1911) i Kogato grym udari kak echoto zagłychwa (1912). Był też autorem przekładów dramatów Williama Shakespeare’a.
W 1912 roku pisarz poślubił Łorę Karawełową. Zachowana korespondencja między nimi świadczy o namiętnej i burzliwej miłości, pełnej pasji, ale i naznaczonej wieloma wątpliwościami. Chorobliwie zazdrosna żona w listopadzie 1913 roku popełniła samobójstwo na oczach męża. Jaworow również próbował się zabić, jednak na skutek strzału w głowę jedynie stracił wzrok. Po tym wydarzeniu został oskarżony o zabójstwo żony i postawiony przed sądem, jednak nie udowodniono mu winy. W rocznicę śmierci Łory pisarz drugi raz, tym razem skutecznie, targnął się na swoje życie, najpierw zażywając truciznę, a następnie strzelając do siebie z rewolweru.